# Talisco
Talisco is de artiestennaam van Jérôme Amandi, een zanger en componist geboren in Bordeaux, Frankrijk. Talisco produceert Engelstalige muziek en maakte zijn debuut in 2013 met zijn single Your wish, gevolgd door het album Run in 2014. Hij is in Frankrijk vooral bekend van zijn hit The Keys.

## Biografie
Talisco heeft voorouders uit Bordeaux en Spanje. Hij is afgestudeerd aan het conservatorium. Hij zingt pas sinds recentelijk, maar schrijft al muziek sinds hij dertien was. Nadat Talisco enige tijd had doorgebracht in Canada en Spanje, heeft hij zich nu gevestigd in Parijs. De muziek van Talisco wordt geassocieerd met electro-folk.